# Brasiella venustula
Brasiella (Brasiella) venustula – gatunek chrząszcza z rodziny biegaczowatych i podrodziny trzyszczowatych.

## Taksonomia
Gatunek opisany został w 1833 roku przez Hippolyte'a Louisa Gory'ego. Dawniej klasyfikowany w rodzaju Cicindela. Według R. Freitaga i B. Barnes tworzy wraz z B. obscurella i B. pretiosa linię siostrzaną dla B. argentata.

## Rozprzestrzenienie
Chrząszcz ten zamieszkuje krainę neotropikalną. Zasiedla północną część Ameryki Południowej, na północ od Wyżyny Gujańskiej. Wykazany został z Kolumbii, Wenezueli i Gujany Francuskiej.